# Filipiny na Letnich Igrzyskach Olimpijskich 2012
Filipiny na Letnich Igrzyskach Olimpijskich 2012, które odbyły się w Londynie, reprezentowało 11 zawodników. Nie zdobyli oni żadnego medalu.
Był to dwudziesty start reprezentacji Filipin na letnich igrzyskach olimpijskich.

## Reprezentanci

### Boks
Mężczyźni
| Zawodnik             | Konkurencja          | 1/16                 | 1/8                    | Ćwierćfinały     | Półfinały        | Finał            | Finał   |
| Zawodnik             | Konkurencja          | Przeciwnik Wynik     | Przeciwnik Wynik       | Przeciwnik Wynik | Przeciwnik Wynik | Przeciwnik Wynik | Pozycja |
| -------------------- | -------------------- | -------------------- | ---------------------- | ---------------- | ---------------- | ---------------- | ------- |
| Mark Anthony Barriga | Papierowa (do 49 kg) | Manuel Cappai W 17–7 | Byrżan Żakypow P 16-17 | NQ               | NQ               | NQ               | NQ      |

### Judo
Mężczyźni
| Zawodnik         | Konkurencja | 1/32                    | 1/16             | 1/8              | Ćwierćfinały     | Półfinały        | Repesaż 1        | Repesaż 2        | Repesaż 3        | Finał            | Finał   |
| Zawodnik         | Konkurencja | Przeciwnik Wynik        | Przeciwnik Wynik | Przeciwnik Wynik | Przeciwnik Wynik | Przeciwnik Wynik | Przeciwnik Wynik | Przeciwnik Wynik | Przeciwnik Wynik | Przeciwnik Wynik | Pozycja |
| ---------------- | ----------- | ----------------------- | ---------------- | ---------------- | ---------------- | ---------------- | ---------------- | ---------------- | ---------------- | ---------------- | ------- |
| Tomohiko Hoshina | +100 kg     | K. Sung-Min P 0000–0100 | NQ               | NQ               | NQ               | NQ               | NQ               | NQ               | NQ               | NQ               | NQ      |

### Kolarstwo

#### Kolarstwo BMX
| Zawodnik      | Konkurencja | Eliminacje | Eliminacje | Ćwierćfinał | Ćwierćfinał | Półfinał | Półfinał | Finał | Finał   |
| Zawodnik      | Konkurencja | Wynik      | Pozycja    | Wynik       | Pozycja     | Wynik    | Pozycja  | Wynik | Pozycja |
| ------------- | ----------- | ---------- | ---------- | ----------- | ----------- | -------- | -------- | ----- | ------- |
| Daniel Caluag | Mężczyźni   | 40.900     | 31.        | 29          | 8.          | NQ       | NQ       | NQ    | NQ      |

### Lekkoatletyka
Mężczyźni
| Zawodnik     | Konkurencja    | Eliminacje | Eliminacje | Ćwierćfinał | Ćwierćfinał | Półfinał | Półfinał | Finał | Finał   |
| Zawodnik     | Konkurencja    | Wynik      | Miejsce    | Wynik       | Miejsce     | Wynik    | Miejsce  | Wynik | Miejsce |
| ------------ | -------------- | ---------- | ---------- | ----------- | ----------- | -------- | -------- | ----- | ------- |
| Rene Herrera | Bieg na 5000 m | 14:44.11   | 20.        | —           | —           | NQ       | NQ       | NQ    | NQ      |

Kobiety
| Zawodniczka       | Konkurencja | Eliminacje | Eliminacje | Finał    | Finał   |
| Zawodniczka       | Konkurencja | Rezultat   | Pozycja    | Rezultat | Pozycja |
| ----------------- | ----------- | ---------- | ---------- | -------- | ------- |
| Marestella Torres | Skok w dal  | 6.22       | 22.        | NQ       | NQ      |

### Łucznictwo
Mężczyźni
| Zawodnik    | Konkurencja   | Runda rankingowa | Runda rankingowa | 1/32                | 1/16             | 1/8              | Ćwierćfinały     | Półfinały        | Finał            | Finał   |
| Zawodnik    | Konkurencja   | Wynik            | Seed             | Przeciwnik Wynik    | Przeciwnik Wynik | Przeciwnik Wynik | Przeciwnik Wynik | Przeciwnik Wynik | Przeciwnik Wynik | Pozycja |
| ----------- | ------------- | ---------------- | ---------------- | ------------------- | ---------------- | ---------------- | ---------------- | ---------------- | ---------------- | ------- |
| Mark Javier | Indywidualnie | 649              | 55.              | Brady Ellison P 1-7 | NQ               | NQ               | NQ               | NQ               | NQ               | NQ      |

Kobiety
| Zawodniczka          | Konkurencja   | Runda rankingowa | Runda rankingowa | 1/32                  | 1/16             | 1/8              | Ćwierćfinały     | Półfinały        | Finał            | Finał   |
| Zawodniczka          | Konkurencja   | Wynik            | Seed             | Przeciwnik Wynik      | Przeciwnik Wynik | Przeciwnik Wynik | Przeciwnik Wynik | Przeciwnik Wynik | Przeciwnik Wynik | Pozycja |
| -------------------- | ------------- | ---------------- | ---------------- | --------------------- | ---------------- | ---------------- | ---------------- | ---------------- | ---------------- | ------- |
| Rachelle Anne Cabral | Indywidualnie | 627              | 48.              | Inna Stiepanowa P 1-7 | NQ               | NQ               | NQ               | NQ               | NQ               | NQ      |

### Pływanie
Mężczyźni
| Zawodnik      | Konkurencja    | Eliminacje | Eliminacje | Półfinał | Półfinał | Finał | Finał   |
| Zawodnik      | Konkurencja    | Czas       | Miejsce    | Czas     | Miejsce  | Czas  | Miejsce |
| ------------- | -------------- | ---------- | ---------- | -------- | -------- | ----- | ------- |
| Jessie Lacuna | 200 m dowolnym | 1:52.91    | 36.        | NQ       | NQ       | NQ    | NQ      |

Kobiety
| Zawodniczka      | Konkurencja    | Eliminacje | Eliminacje | Półfinał | Półfinał | Finał | Finał   |
| Zawodniczka      | Konkurencja    | Czas       | Miejsce    | Czas     | Miejsce  | Czas  | Miejsce |
| ---------------- | -------------- | ---------- | ---------- | -------- | -------- | ----- | ------- |
| Jasmine Alkhaldi | 100 m dowolnym | 57.13      | 34.        | NQ       | NQ       | NQ    | NQ      |

### Podnoszenie ciężarów
Kobiety
| Zawodniczka  | Konkurencja | Rwanie | Rwanie  | Podrzut | Podrzut | Razem | Pozycja |
| Zawodniczka  | Konkurencja | Wynik  | Pozycja | Wynik   | Pozycja | Razem | Pozycja |
| ------------ | ----------- | ------ | ------- | ------- | ------- | ----- | ------- |
| Hidilyn Diaz | -58 kg      | 97     | 13.     | 118     | DNF     | DNF   | DNF     |

### Strzelectwo
Mężczyźni
| Zawodnik           | Konkurencja | Kwalifikacje | Kwalifikacje | Finał | Finał   |
| Zawodnik           | Konkurencja | Wynik        | Pozycja      | Wynik | Pozycja |
| ------------------ | ----------- | ------------ | ------------ | ----- | ------- |
| Paul Brian Rosario | Skeet       | 110          | 31.          | NQ    | NQ      |